# Bispado da Curlândia
| Estado do Sacro Império Romano-Germânico |                              |   |
| \| ← \| 1234 — 1562 \| → \|              |                              |   |
| Brasão de Armas                          |                              |   |
| Bispado da Curlândia (laranja claro)     |                              |   |
| Capital                                  | Pilten 57°13′N 21°42′E       |   |
| Idiomas                                  | Plattdeutsch, latim, curônio |   |
| Religião                                 | Catolicismo Romano           |   |
| Forma de governo                         | Principado                   |   |
| Bispos da Curlândia                      |                              |   |
| - 1234–1236/37                           | Engelbert (primeiro)         |   |
| - 1560–1583                              | Magnus (último)              |   |
| História                                 | Idade Média                  |   |
| - Criação                                | 11 de fevereiro de 1234      |   |
| - Extinção                               | 20 de abril de 1585          |   |
| Moeda                                    | Ferding, Schilling           |   |
| ←                                        | 1234 — 1562                  | → |

O Bispado da Curlândia (latim: Episcopatus Curoniensis, Plattdeutsch: Bisdom Curland) foi um bispado independente fundado em 1234.

## História
Na Antiguidade os curônios, uma tribo báltica, habitaram a Curlândia. Os Irmãos da Espada, uma ordem militar alemã, subjugaram os corônios e os converteram ao Cristianismo no primeiro quarto do século XIII. Em 1237 a área passou para a influência dos Cavaleiros Teutônicos devido a fusão desta Ordem com a dos Irmãos da Espada. Durante a Guerra da Livônia (1558–1582), sob a crescente pressão da Moscóvia, a Confederação da Livônia foi dissolvida. De acordo com o que ficou estabelecido na União de Wilno, a Livônia foi cedida ao Grão-Ducado da Lituânia e formou o Ducatus Ultradunensis (curônio: Pārdaugawas hercogiste). A terra entre a margem oeste do rio Daugava e o Mar Báltico formou uma outra nova região, o Ducado da Curlândia e Semigália (Kurzemes un Zemgales hercogiste). Ele era subordinado ao Grão-Príncipe da Lituânia, posteriormente ao Rei da Polônia e Grão-Príncipe da Lituânia. Gotardo Kettler, o último Mestre dos Irmãos Livônios da Espada, tornou-se o primeiro Duque da Curlândia. Algumas partes da área da Curlândia não pertenciam ao Bispado. A Ordem da Livônia já tinha doado o distrito de Grobiņa (na costa do Mar Báltico) para o duque da Prússia. Outro distrito, o Bispado de Piltene, também chamado de "Bispado da Curlândia" (no rio Venta, na Curlândia Ocidental), pertencia a Magno, o rei da Livônia. Ele prometeu transferi-lo para o Ducado da Curlândia após sua morte, porém esse plano falhou e apenas mais tarde foi que Guilherme Kettler conseguiu reaver este distrito. Depois que Magno da Livônia morreu em 1583, a República das Duas Nações invadiu seus territórios no Ducado da Curlândia e Frederico II da Dinamarca decidiu vender seus direitos de herança. Quando Gotardo Kettler morreu em 1587, seus filhos, Frederico e Guilherme, tornaram-se duques da Curlândia.

## Cronologia
- Setembro de 1234 : Criação do Bispado da Curlândia (Bistum Kurland) (formalmente declarado em 11 de fevereiro de 1232), consistindo de três enclaves separados depois de várias distribuições das terras curônias entre os bispos da Curlândia e Riga, e a Ordem Teutônica.
- 1290 : A capítulo catedral é incorporado às terras da Ordem Teutônica, o Bispado fica subordinado à Ordem.
- 1341 : Os bispos são também os governantes da ilha de Runö (atual Ruhnu no sudoeste da Estônia).

- 1520 : Torna-se um principado soberano (príncipe-bispado) do Sacro Império Romano-Germânico (formalmente a partir de janeiro de 1521), mas não é utilizado o título de príncipe.
- 20 de maio de 1560: Vendido para o Rei da Dinamarca, dado como um apanágio (Stift Kurland) para Magnus Herzog von Holstein, o irmão do rei Frederico II da Dinamarca.
- 1578 : O Bispo Magnus aceita a soberania da República das Duas Nações (não ratificado pelo Sejm da Polônia, ou reconhecido pela Dinamarca).
- 20 de abril de 1585 : Vendido pela Dinamarca para a República das Duas Nações.

## Bispos da Curlândia
| Nome                        | De   | Até      |
| --------------------------- | ---- | -------- |
| Engelbert, OP               | 1234 | 1236/37  |
| N. N.                       | 1245 | 1250     |
| Henrique de Lützelburg, OFM | 1251 | 1263     |
| Edmundo de Werth, OT        | 1263 | 1292     |
| Burkhard, OT                | 1300 | 1321?    |
| Paulo OT                    | 1322 | 1330/32? |
| João I                      | 1328 | 1331/32  |
| João II, OT                 | 1332 | 1353     |
| Ludolfo, OT                 | 1354 | 1359?    |
| Jacob, OT                   | 1360 | 1371?    |
| Otto, OT                    | 1371 | 1398?    |
| Rutger de Brüggenei, OT     | 1399 | 1404?    |
| Gottschalk Schutte, OT      | 1405 | 1424     |
| Dietrich Tanke, OT          | 1424 | 1425     |
| Johann Tiergart, OT         | 1425 | 1456     |
| Paulo II Einwald            | 1457 | 1473     |
| Martin Lewitz               | 1473 | 1500     |
| Michael Sculteti            | 1500 | 1500     |
| Henrique II Basedow         | 1501 | 1523     |
| Hermann II Ronneberg        | 1524 | 1540     |
| João II de Münchausen       | 1540 | 1560     |
| Magnus da Livônia           | 1560 | 1583     |